# Paliké
Paliké (Παλική in greco antico) è un sito archeologico italiano.

## Il sito
L'area archeologica sorge in località Rocchicella, su un contrafforte basaltico a ridosso della vallata del fiume Margi, nei pressi di Palagonia, da cui dista circa 1 km, sebbene dall'inizio del secolo scorso sia stata annessa al territorio del Comune di Mineo.  La regione ha recentemente acquisito l'area per aprirla al pubblico, realizzando anche un'area espositiva per esporre i materiali rinvenuti dagli scavi.

## Storia
Le notizie sull'antica città sono incerte: ne parla Diodoro Siculo affermando che venne rifondata da Ducezio nel 453 a.C. La città di Paliké fu fondata sull'altura che domina la pianura dove si trovava l'antico santuario dei Palici, divinità indigene ben presto inserite nel pantheon greco. Secondo molti storici dall'antica Paliké trae origine l'odierna Palagonia, il cui toponimo significherebbe per l'appunto "Palica Nea" ossia la Nuova Palica.
A partire dal 1995 alcune campagne di scavo della Soprintendenza dei beni culturali ed ambientali di Catania hanno permesso di individuare, nell'area davanti alla grotta che si apre ai piedi dell'altura, la presenza di una serie di strati archeologici che dal Mesolitico arrivano all'età sveva. All'età arcaica risalgono le più antiche strutture che si possono attribuire al santuario dei Palici che viene ricostruito con strutture monumentali quali portici e sala da banchetto nel V secolo a.C. probabilmente grazie all'iniziativa di Ducezio, capo siculo che avrebbe fissato la sede della sua lega di città sicule proprio presso il santuario del Palici.

## Il mito
Secondo il mito greco gli dei Palici sarebbero nati dall'unione di Zeus con la ninfa Talia:  il tempio sarebbe sorto sulle rive mefitiche del laghetto, dove si svolgevano alcuni riti tramite i quali i sacerdoti eseguivano vaticini e ordalie. Oggi il laghetto di Naftia non è visibile e i suoi gas vengono sfruttati industrialmente.